# ヨタメートル
ヨタメートル（英語: yottametre; 記号:Ym）は、国際単位系の長さ(length)の単位で、1024メートル(metre)。
- 1 Ym = 1𥝱メートル
- 1 Ym = 105,700,000 光年 = 32,408,000 パーセク
- もっとも遠いクエーサーまで 100 Ym

ゼタメートル(zettametre; Zm) ≪ ヨタメートル(Ym) ≪ ロナメートル(ronnametre; Rm)